# Самарийдизолото
Самарийдизолото — бинарное неорганическое соединение
самария и золота
с формулой Au2Sm,
кристаллы.

## Получение
- Сплавление стехиометрических количеств чистых веществ:

{\displaystyle {\mathsf {Sm+2Au\ {\xrightarrow {1180^{o}C}}\ Au_{2}Sm}}}

## Физические свойства
Самарийдизолото образует кристаллы
тетрагональной сингонии, пространственная группа P 4/nmm, параметры ячейки a = 1,5681 нм, c = 0,9205 нм, Z = 32,
структура типа неодимдизолота Au2Nd
.
Соединение конгруэнтно плавится при температуре 1180 °C
.